# 陈翟苏妮

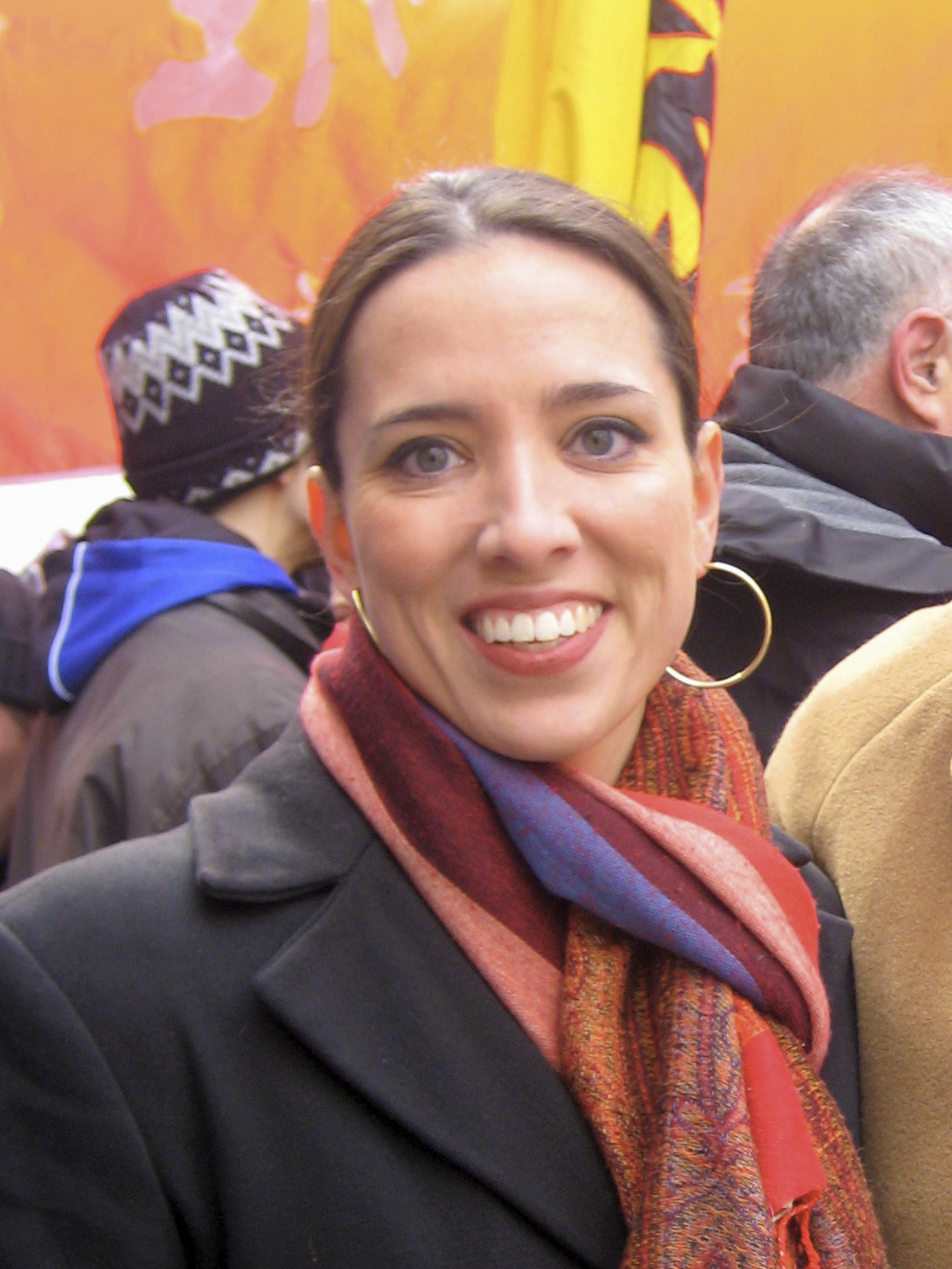
陈翟苏妮

索尼亞·羅莎·張-迪亞茲（英語：Sonia Rosa Chang-Díaz，1978年3月31日—），漢名陈翟苏妮（原译张松妮），美国政治人物，民主党党员，现任马萨诸塞州州参议员，代表萨福克郡第二选区（2nd Suffolk District）。
陈翟苏妮出生于波士顿，祖籍广东省中山市，父亲张福林为物理学家、美国国家航空航天局（NASA）航天员，拥有八分之七的哥斯达黎加血统与八分之一的华人血统。
她毕业于维吉尼亚大学，曾任学校教师，2000年至2002年间担任过州参议员谢里尔·雅克（Cheryl Jacques）的资深立法助手。
2006年她首次参选代表马萨诸塞州萨福克郡第二选区的州参议员，但以微弱差距落选。2008年她再度参选，最终战胜原参议员黛安娜·威尔克森（Dianne Wilkerson）当选成功，并于2009年1月起正式宣誓就职。